# Canons Park (London Underground)

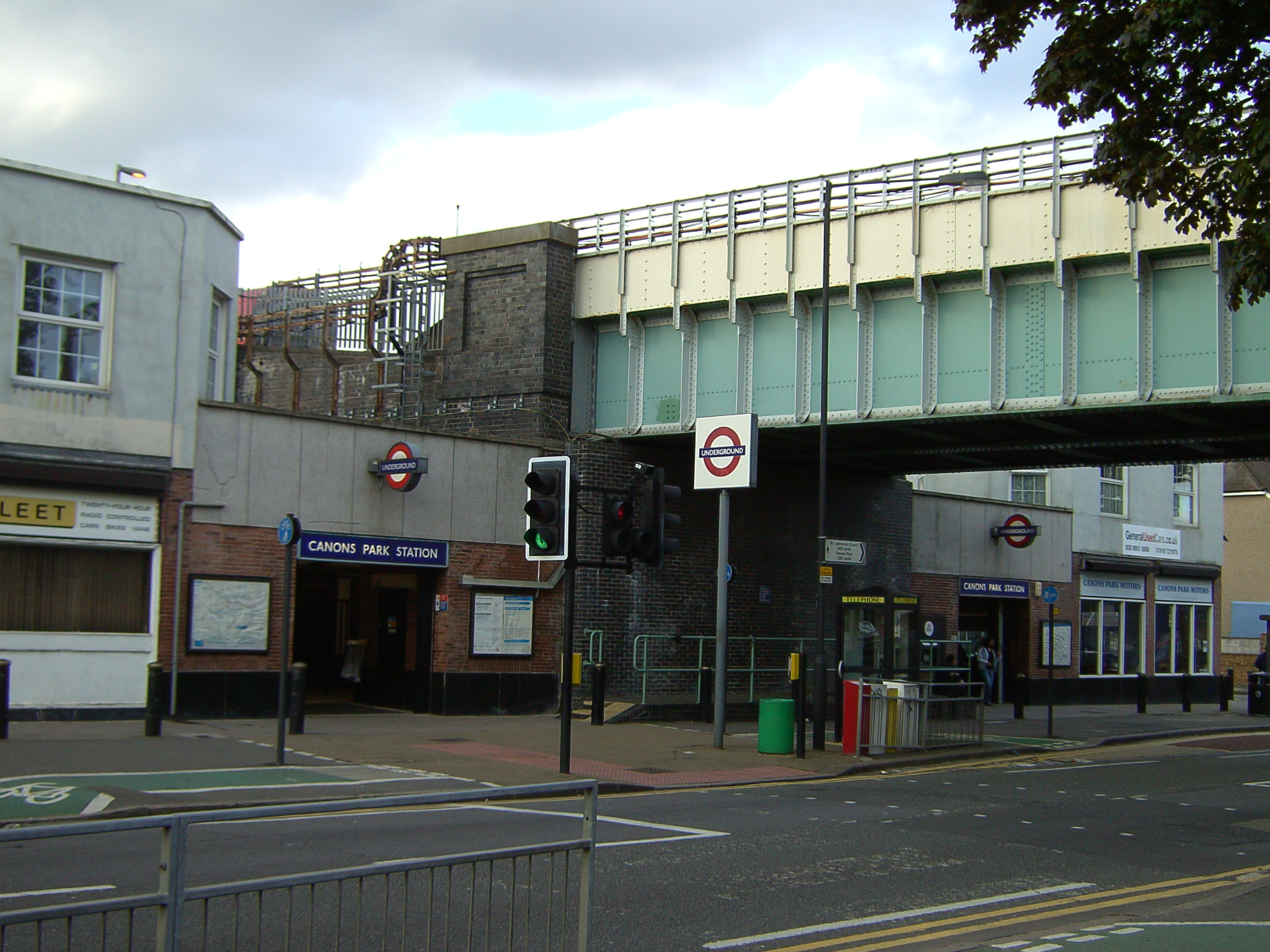
Eingang zur Station

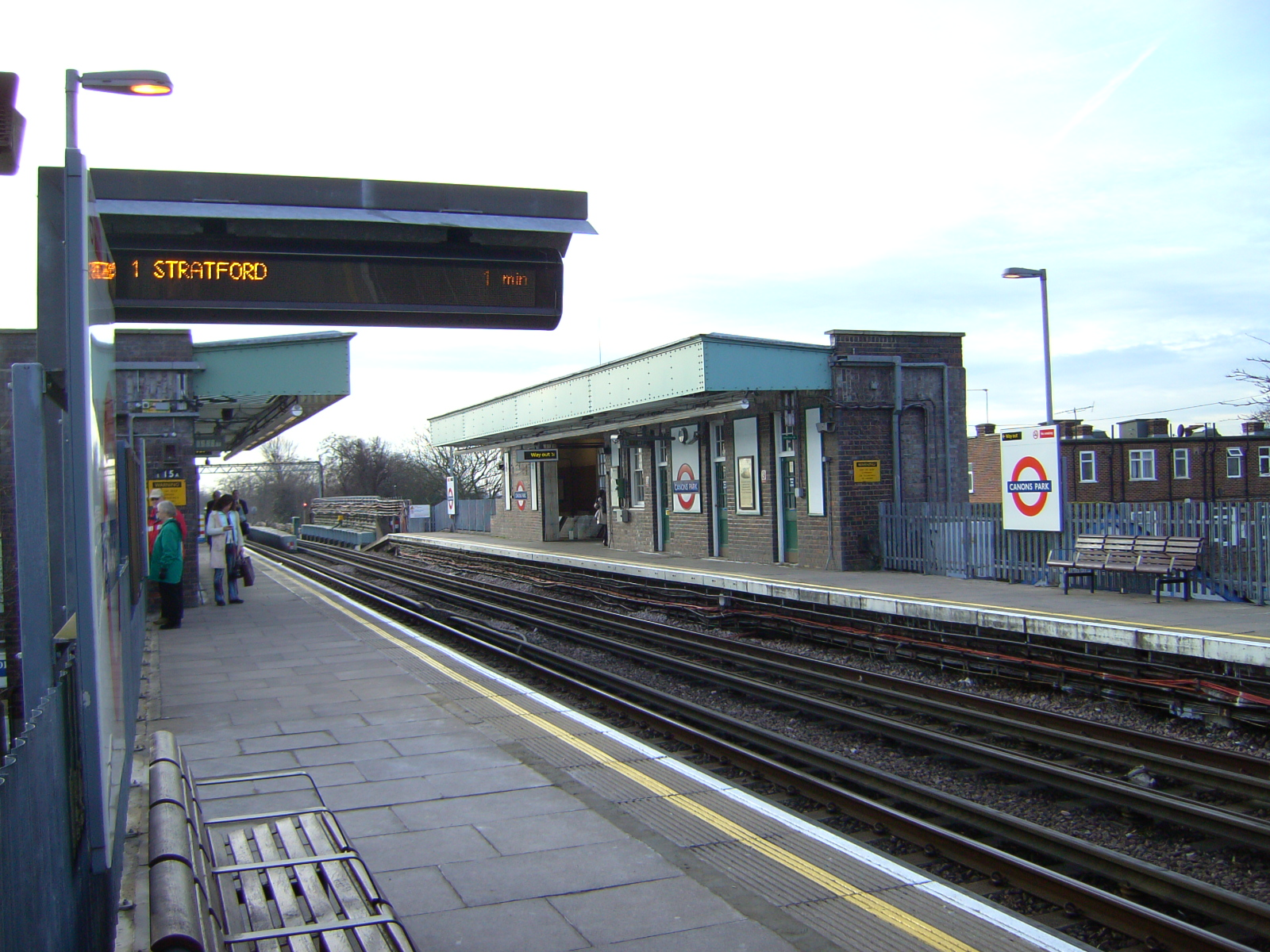
Bahnsteige

Canons Park ist eine oberirdische Station der London Underground im Stadtbezirk London Borough of Harrow. Sie liegt in der Travelcard-Tarifzone 5 an der Whitchurch Lane. Im Jahr 2014 nutzten 2,60 Millionen Fahrgäste die von der Jubilee Line bediente Station.
Die Station wurde am 10. Dezember 1932 durch die Metropolitan Railway (Vorgängergesellschaft der Metropolitan Line) eröffnet und bildete einen Teil der neuen, von Anfang an elektrifizierten Zweigstrecke nach Stanmore. Der Name der Station lautete zunächst Canons Park (Edgware), doch der Klammerzusatz fiel bald weg. Nach der Integration der Metropolitan Railway ins Netz der London Underground im darauf folgenden Jahr wurde beschlossen, den Betrieb in Richtung Stanmore an die Bakerloo Line zu übertragen, was am 20. November 1939 geschah. Die Bakerloo Line wiederum wurde am 1. Mai 1979 durch die neu eröffnete Jubilee Line abgelöst.